# HD 28552
HD 28552，又名CD-42 1510，SAO 216821、HR 1429，是一颗恒星，视星等为6.44，位于銀經246.27，銀緯-43.8，其B1900.0坐标为赤經4h 24m 52.9s，赤緯-42° -43.8′ 51″。